# Murciano
Murciano ist ein spanischer Dialekt, welcher in der Region Murcia und einigen Gebieten der Provinzen Alicante (vorwiegend in Vega Baja del Segura und Alicante Stadt) und Albacete gesprochen wird.
Er enthält viele Elemente aus dem Katalanischen, Aragonesischen und Arabischen.